# Statistiche e record della Casertana Football Club
Nella presente pagina sono riportate le statistiche nonché record riguardanti la Casertana Football Club, società calcistica italiana con sede a Caserta.

## Partecipazione ai campionati nazionali
| Livello | Categoria                           | Partecipazioni | Debutto   | Ultima stagione | Totale |
| ------- | ----------------------------------- | -------------- | --------- | --------------- | ------ |
| 2º      | Prima Divisione                     | 1              | 1926-1927 | 1926-1927       | 3      |
| 2º      | Serie B                             | 2              | 1970-1971 | 1991-1992       | 3      |
| 3º      | Serie C                             | 27             | 1941-1942 | 2025-2026       | 41     |
| 3º      | Serie C1                            | 11             | 1981-1982 | 1992-1993       | 41     |
| 3º      | Lega Pro                            | 3              | 2014-2015 | 2016-2017       | 41     |
| 4º      | Promozione                          | 2              | 1948-1949 | 1949-1950       | 19     |
| 4º      | IV Serie                            | 4              | 1952-1953 | 1956-1957       | 19     |
| 4º      | Campionato Interregionale - 1ª Cat. | 1              | 1957-1958 | 1957-1958       | 19     |
| 4º      | Serie D                             | 7              | 1960-1961 | 2022-2023       | 19     |
| 4º      | Serie C2                            | 4              | 1978-1979 | 1996-1997       | 19     |
| 4º      | Lega Pro Seconda Divisione          | 1              | 2013-2014 | 2013-2014       | 19     |
| 5º      | Campionato Nazionale Dilettanti     | 5              | 1993-1994 | 1998-1999       | 16     |
| 5º      | Serie D                             | 11             | 1999-2000 | 2012-2013       | 16     |

In 79 stagioni sportive disputate a livello nazionale a partire dall'esordio nel Direttorio Divisioni Superiori, compresi 1 campionato di Prima Divisione Meridionale (B) e 4 campionati di Serie C2. Oltre a numerose annate antecedenti il secondo conflitto mondiale, sono escluse le stagioni 1946/47, 1953/54, 2005/06, 2006/07 e 2008/09, nelle quali la Casertana partecipò ai massimi tornei del Comitato Regionale Campano.

## Partecipazione alle coppe nazionali
| Coppa                           | Partecipazioni | Debutto   | Ultima stagione | Totale |
| ------------------------------- | -------------- | --------- | --------------- | ------ |
| Coppa Italia                    | 15             | 1958-1959 | 2016-2017       | 15     |
| Coppa Italia Semiprofessionisti | 8              | 1972-1973 | 1980-1981       | 30     |
| Coppa Italia Serie C            | 18             | 1981-1982 | 2025-2026       | 30     |
| Coppa Italia Lega Pro           | 4              | 2013-2014 | 2016-2017       | 30     |
| Coppa Italia Serie D            | 13             | 1999-2000 | 2022-2023       | 13     |

La Casertana ha preso parte a 58 competizioni nazionali a partire dall'esordio in Coppa Italia nel 1958-1959; il massimo risultato raggiunto sono i quarti di finale (Coppa Italia Serie C 1985-1986, Coppa Italia Serie C 1990-1991 e Coppa Italia Serie C 1992-1993).

## Statistiche di squadra
Campionati nazionali
Serie A / Prima Categoria / Prima Divisione
- Stagioni disputate: 2
- Miglior piazzamento: 3º posto nei gironi regionali di qualificazione della Lega Sud (1925-1926)

Serie B
- Stagioni disputate: 2
- Miglior piazzamento: 17º posto (1991-1992)

Serie C / Serie C1 / Lega Pro
- Campionati vinti: 2 (1969-1970, 1990-1991)
- Promozioni in Serie B: 2 (1969-1970, 1990-1991)

Serie C2 / Lega Pro Seconda Divisione
- Campionati vinti: 1 (1980-1981)
- Promozioni in Serie C1 / Lega Pro: 2 (1980-1981, 2013-2014)

- Miglior vittoria casalinga:  Casertana -  Magna Grecia 11-0 (2003-2004)[1]
- Miglior vittoria esterna:  Atletico Nola -  Casertana 0-6 (2010-2011)[1]
- Peggiore sconfitta:  Casertana -  Internaples 0-10 (1925-1926)[2][3]
- Maggior numero di vittorie consecutive: 10 (1989-1990)[4]
- Maggior numero di risultati utili consecutivi: 19 (2013-2014)[5]

## Statistiche individuali

### Record assoluti
Di seguito le classifiche dei primatisti assoluti di presenze e reti.

Pasquale Suppa, terzo calciatore con più presenze nella storia dei Falchetti.

Marco Fazzi, miglior marcatore di sempre della storia della Casertana.

- 317  Marco Fazzi (1968-1971, 1972-1978)
- 304  Domenico Di Maio (1968-1982)
- 275  Pasquale Suppa (1984-1992, 2005-2006)
- 244  Massimiliano Raucci (1999-2007, 2008-2010)
- 242  Ivano Giordano (1984-1992)
- 233  Ezio Anghileri (1963-1971)
- 219  Michele Savastano (1952-1963)
- 217  Salvatore D'Alterio (1996-2000, 2012-2016, 2016-2017)
- 209  Glauco Pozzetti (1947-1956)
- 207  Adriano Grava (1973-1976, 1980-1983)
- 207  Giuseppe Porrino (1969-1973, 1980-1983)

- 105  Marco Fazzi (1968-1971, 1972-1978)
- 92  Michele Savastano (1952-1963)
- 50  Ciro Barile (1949-1954)
- 43  Oscar Tacchi (1978-1982)
- 42  Salvatore Campilongo (1989-1992)
- 41  Giampaolo Cominato (1967-1970)
- 40  Rosario Majella (2011-2013)
- 39  Gino Etrusco (1953-1958)
- 34  Emiliano Olcese (2007-2010)
- 33  Adriano Gè (1949-1951)
- 33  Carmine Gravina (1952-1959)
- 33  Arcangelo Rigolassi (1957-1964)

### Record nei campionati nazionali
Di seguito le classifiche dei primatisti di presenze e reti nei campionati nazionali.

Con i suoi gol, Salvatore Campilongo si rivelò fondamentale per la vittoria del campionato di Serie C1 1990-1991.

- 292  Marco Fazzi (1968-1971, 1972-1978)
- 282  Domenico Di Maio (1968-1982)
- 228  Ezio Anghileri (1963-1971)
- 225  Pasquale Suppa (1984-1992, 2005-2006)
- 218  Michele Savastano (1952-1963)
- 215  Massimiliano Raucci (1999-2007, 2008-2010)
- 209  Glauco Pozzetti (1947-1956)
- 198  Ivano Giordano (1984-1992)
- 193  Salvatore D'Alterio (1996-2000, 2012-2016, 2016-2017)
- 191  Giuseppe Porrino (1969-1973, 1980-1983)

- 102  Marco Fazzi (1968-1971, 1972-1978)
- 91  Michele Savastano (1952-1963)
- 50  Ciro Barile (1949-1954)
- 41  Salvatore Campilongo (1989-1992)
- 41  Giampaolo Cominato (1967-1970)
- 39  Gino Etrusco (1953-1958)
- 39  Oscar Tacchi (1978-1982)
- 36  Rosario Majella (2011-2013)
- 33  Adriano Gè (1949-1951)
- 33  Carmine Gravina (1952-1959)
- 33  Arcangelo Rigolassi (1957-1964)

### Record nel singolo campionato
Di seguito la classifica dei primatisti di reti in un singolo campionato.
- 28  Rosario Majella (2011-2012)
- 23  Michele Savastano (1956-1967)
- 22  Ciro Barile (1950-1951)
- 21  Filippo Cammoranesi (1953-1954)
- 21  Roberto Palumbo (2012-2013)
- 21  Cosimo Sarli (2010-2011)
- 20  Adriano Gè (1949-1950)
- 19  Alessandro Nedi (1960-1961)
- 18  Umberto Busani (1948-1949)
- 18  Marco Fazzi (1969-1970)